# ميليسا أوردواي
ميليسا أوردواي (بالإنجليزية: Melissa Ordway)‏ (و. 1983  م) هي عارضة، وممثلة تلفزيونية، وممثلة أفلام أمريكية، ولدت في أتلانتا، جورجيا، بدأت مشوارها المهني سنة 2004.

## التعليم
تعلمت في جامعة ولاية جورجيا.

## وصلات خارجية
- ميليسا أوردواي على موقع IMDb (الإنجليزية)
- ميليسا أوردواي على موقع أول موفي (الإنجليزية)
- ميليسا أوردواي على موقع قاعدة بيانات الفيلم (الإنجليزية)